# Fatumasi
Fatumasi (Fatumasse, Fatomasse) ist ein osttimoresischer Suco im Verwaltungsamt Bazartete (Gemeinde Liquiçá).

## Geographie
Fatumasi liegt im Westen des Verwaltungsamts. Westlich liegen die Sucos Metagou und Maumeta, nördlich der Suco Lauhata, nordöstlich der Suco Motaulun, südöstlich der Suco Fahilebo und südlich der Suco Leorema. Im Grenzgebiet zu Fahilebo entspringt der Fluss Failebo, der nach Norden in Richtung Sawusee fließt. Im Grenzgebiet zu Maumeta entspringt der ebenfalls nach Norden fließende Hatunapa, der ein Quellfluss des Carbutaeloa ist. Fatumasi hat eine Fläche von 5,35 km² und teilt sich auf in die vier Aldeias Bazartete, Durubasa, Legumea (Leguimea) und Metir.
Im Zentrum des Sucos liegt Bazartete, der Hauptort des Verwaltungsamts. Nördlich schließt sich die Siedlung Fatumasi an. Legumea liegt westlich, Durubasa nördlich und Metir nordöstlich. Der Suco verfügt über drei Grundschulen, eine Polizeistation, einen Hubschrauberlandeplatz und ein kommunales Gesundheitszentrum.

## Einwohner

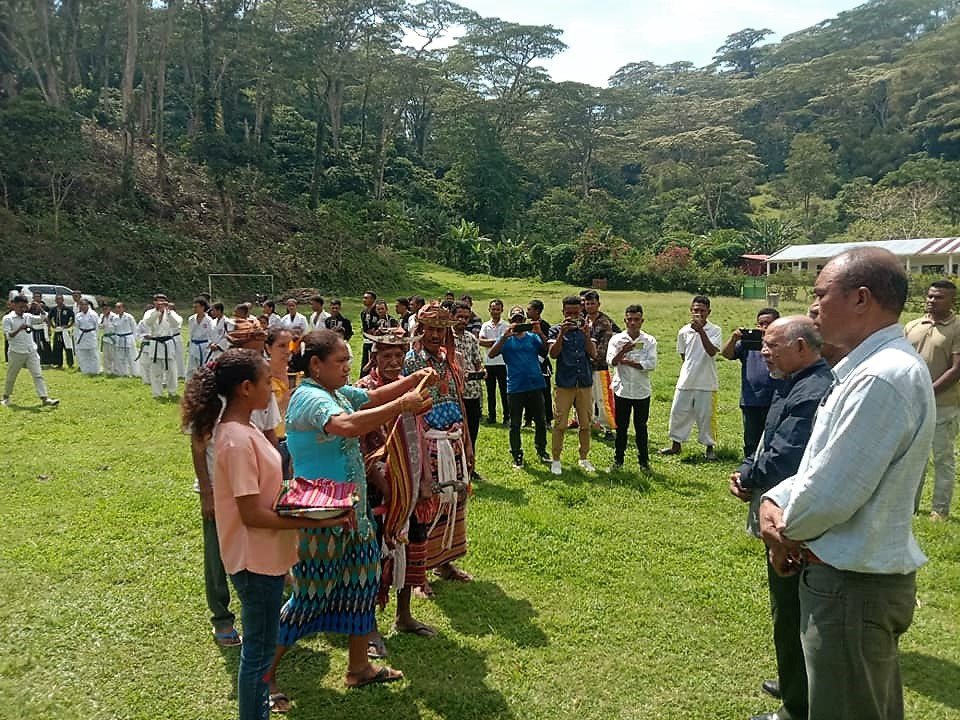
Begrüßung in Fatumasi

Im Suco leben 2.058 Einwohner (2022), davon sind 1.040 Männer und 1.018 Frauen. Im Suco gibt es 307 Haushalte. Über 74 % der Einwohner geben Mambai als ihre Muttersprache an. Über 12 % sprechen Tetum Prasa, über 11 % Tokodede, Minderheiten Baikeno, Tetum Terik, Bekais, Makasae oder Kemak.

## Geschichte
1863 kam es in Fatumasi zum Aufstand. Bei der Niederschlagung wurden die Portugiesen durch den Herrscher von Ermera unterstützt. Anfang der 1880er Jahre gehörte Fatumasi als Enklave im Reich von Motael zum Reich von Oecussi und produzierte viel Kaffee.
Ende 1979 befand sich im Ort Bazartete ein indonesisches Transit Camp für Osttimoresen, die zur besseren Kontrolle von den Besatzern umgesiedelt werden sollten. Während der Gewaltwelle von 1999 wurden in Fatumasi 70 bis 80 % der Gebäude zerstört.

## Politik
Bei den Wahlen von 2004/2005 wurde Joanico Ribeiro dos Santos zum Chefe de Suco gewählt und 2009 in seinem Amt bestätigt. Bei den Wahlen 2016 gewann Eduardo Alves da Cruz und 2023 Elizario Freitas.

## Persönlichkeiten
- Pascoela Barreto (* 1946), Diplomatin
- Brigida Antónia Correia (* 1964), Politikerin
- Hermenegildo da Cruz (* 1977), Polizeibeamter